# Süße Wolfsmilch
Die Süße Wolfsmilch (Euphorbia dulcis) ist eine Pflanzenart aus der Gattung Wolfsmilch (Euphorbia ) innerhalb der Familie der Wolfsmilchgewächse (Euphorbiaceae).

## Beschreibung

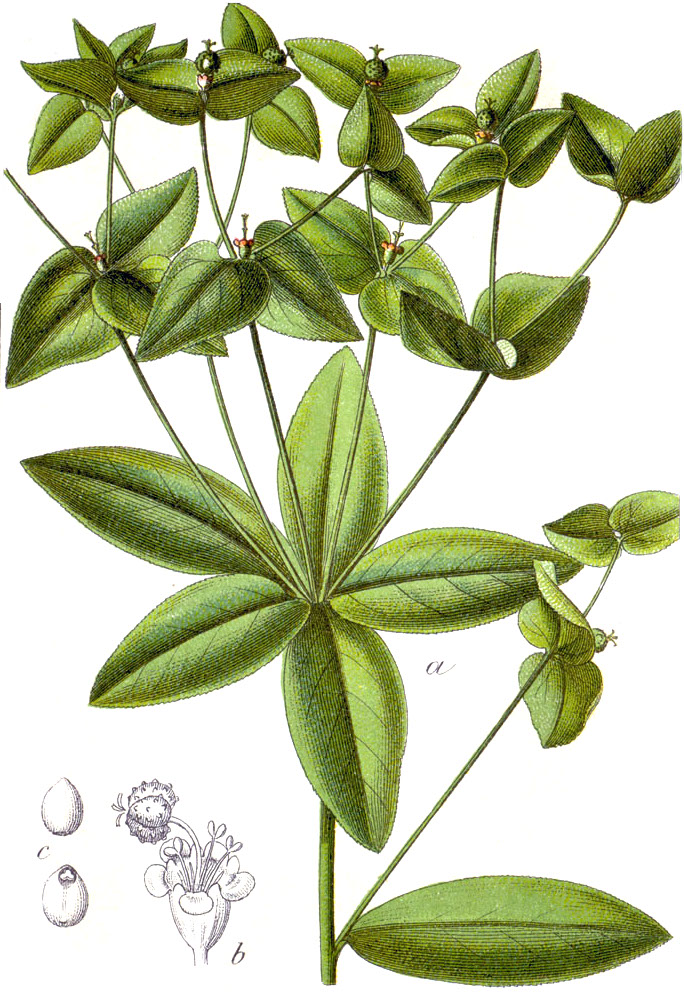
Illustration aus Sturm

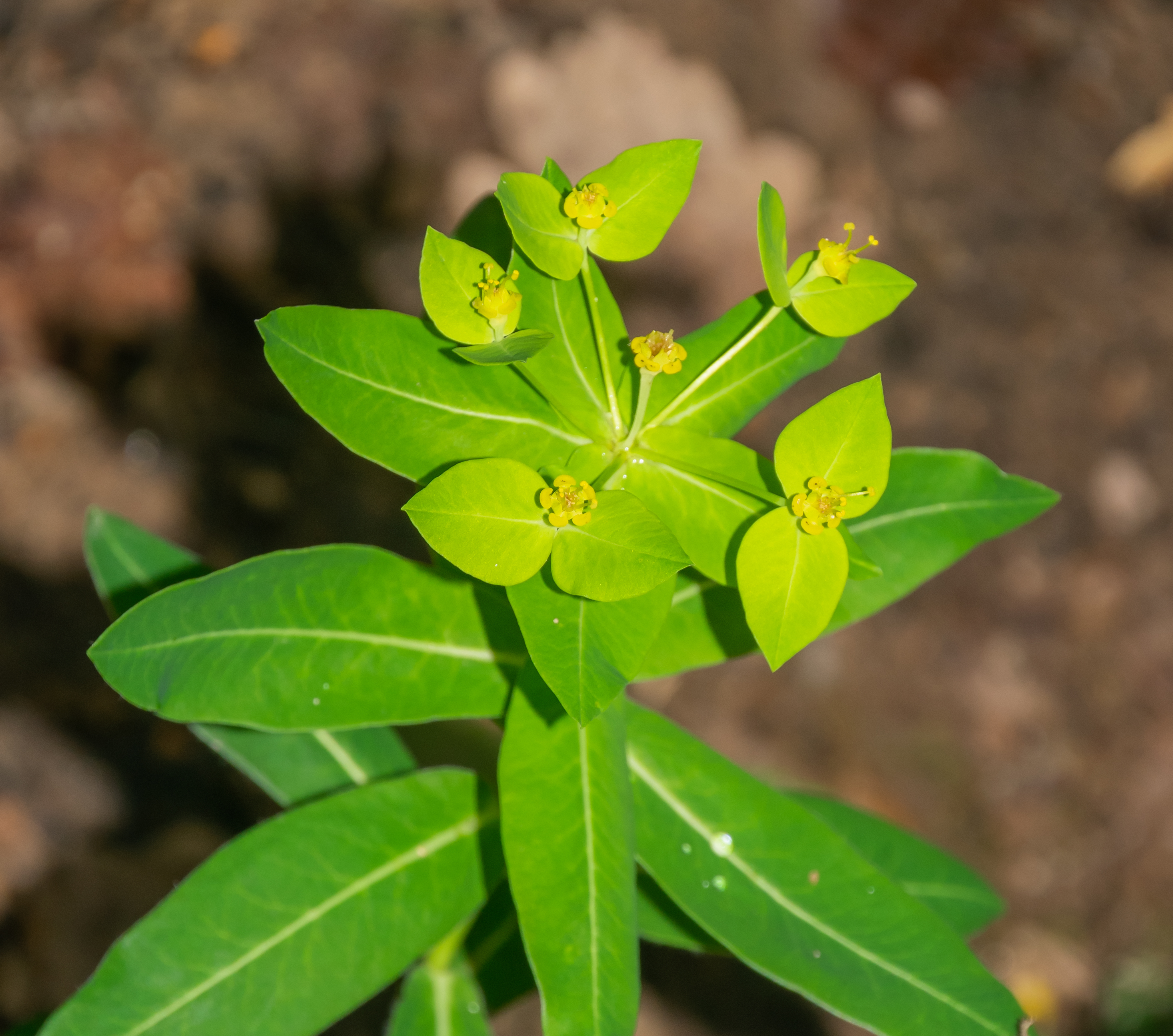
Blütenstand

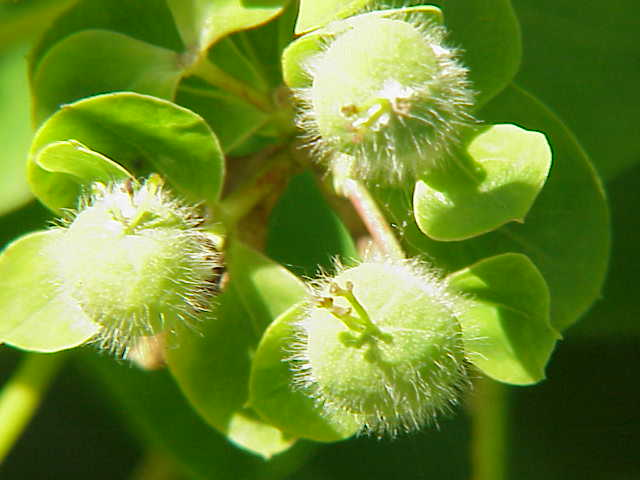
Früchte

### Vegetative Merkmale
Die Süße Wolfsmilch ist eine sommergrüne, ausdauernde krautige Pflanze, die Wuchshöhen von 20 bis 50 Zentimetern erreicht. Als Überdauerungsorgan bildet sie ein fleischiges, waagerecht wachsendes Rhizom. Der Stängel ist stielrund, nach oben hin behaart.
Die mittleren und oberen Laubblätter sind bei einer Länge von 40 bis 90 Millimetern sowie einer Breite von 10 bis 20 Millimetern verkehrt-eilänglich oder länglich-lanzettlich und mit verschmälertem Grund sitzend oder kurz gestielt. Sie sind ganzrandig oder nach vorn fein gezähnt und unterseits blau-grün.

### Generative Merkmale
Die Hochblätter sind dreieckig, am Grund gestutzt, aber meist etwas länger als breit. Der Gesamtblütenstand ist wenig verzweigt und besitzt drei bis fünf Doldenstrahlen. Diese Strahlen sind meist ungeteilt, seltener gegabelt. Die Nektardrüsen sind zunächst gelb-grün, später dunkel-purpurfarben.
Die Kapselfrüchte sind warzige, behaarte (subsp. dulcis) oder (wenigstens im Alter) kahle (subsp. incompta) mit einer Länge von 3 bis 4 Millimetern. Die Samen sind 2 Millimeter lang, glatt, glänzend und hell-braun.
Beide Unterarten besitzen die Chromosomenzahl 2n = 12.

## Vorkommen
Euphorbia dulcis ist in Europa verbreitet, fehlt aber im Norden und im Westen. Es gibt Fundortangaben für Portugal, Spanien, Frankreich, Korsika, Sizilien, Italien, die Schweiz, Österreich, Deutschland, Belgien, die Niederlande, Dänemark, Ungarn, Polen, Tschechien, das frühere Jugoslawien, Bulgarien, Rumänien, Griechenland, Russland, Belarus und die Ukraine.
Sie wächst in krautreichen Laubwäldern, oftmals an Bachauen. Sie gedeiht am besten auf sickerfrischen, basen- und nährstoffreichen Lehmböden. Sie ist eine Charakterart der Ordnung Fagetalia. Sie steigt in Südtirol bis zu einer Höhenlage von 1400 Metern auf.
Die ökologischen Zeigerwerte nach Landolt et al. 2010 sind in der Schweiz: Feuchtezahl F = 3 (mäßig feucht), Lichtzahl L = 2 (schattig), Reaktionszahl R = 4 (neutral bis basisch), Temperaturzahl T = 3+ (unter-montan und ober-kollin), Nährstoffzahl N = 3 (mäßig nährstoffarm bis mäßig nährstoffreich), Kontinentalitätszahl K = 4 (subkontinental).

## Systematik
Die Erstveröffentlichung von Euphorbia dulcis erfolgte 1753 durch Carl von Linné in Species Plantarum, Band I, S. 457. Das Artepitheton dulcis bedeutet „süß“, dies bezieht sich darauf, dass der Milchsaft weniger scharf als der anderer Euphorbia-Arten ist. Schon Caspar Bauhin hatte sie 1623 in seinem Werk Pinax theatri botanici „Tithymalis montanus non acris“ (die nicht scharfe Berg-Wolfsmilch) genannt.
Je nach Autor gibt es etwa zwei Unterarten:
- Euphorbia dulcis L. subsp. dulcis: Sie hat auch im Reifezustand behaarte Kapselfrüchte.[5]
- Euphorbia dulcis subsp. purpurata (Thuill.) Murr (Syn.: Euphorbia dulcis subsp. incompta (Ces.) Nym.): Ihre Kapselfrüchte sind höchstens anfangs behaart, später kahl.[5] Diese Unterart steigt in den Allgäuer Alpen beim Madautal nahe der ehemaligen Noppenhütte bei Elbigenalp bis zu einer Höhenlage von 1600 Meter auf.[6]